# تپه فتاحی
تپه فتاحی مربوط به هزاره اول تا دوران‌های تاریخی پس از اسلام است و در شهرستان ساری، بخش مرکزی، روستای گُل‌نشین واقع شده و این اثر در تاریخ ۱ مهر ۱۳۸۲ با شمارهٔ ثبت ۱۰۲۸۷ به‌عنوان یکی از آثار ملی ایران به ثبت رسیده است.